# Contea di Lingchuan
La contea di Lingchuan (灵川县S, Língchuān XiànP) è una contea della Cina, situata nella regione autonoma di Guangxi e amministrata dalla prefettura di Guilin.